# اولگا کابررا هانسن
اولگا کابررا هانسن (انگلیسی: Olga Cabrera Hansen؛ زادهٔ ۱۳ ژانویهٔ ۱۹۳۵) سیاست‌مدار اهل آرژانتین است. وی وکیل برجسته شهر روساریو، سانتا فه و یکی از افرادی است که بیش‌ترین نقش را از شروع کار حقوقی به عنوان یک فعال حقوق بشر ایفا کرد. او برای بازسازی آنچه در بازداشتگاه سری سرویس اطلاعاتی (آرژانتین) صورت می‌گرفت، در روزاریو و در (الپوزو دی روزاریو) حضور داشت.

## دستگیری
در سپتامبر ۱۹۷۵، یک بمب در محل کار او کار گذاشته شد. چند روز قبل از کودتا در فوریه سال ۱۹۷۶، نیروهای حکومتی خانه او را با یک بمب دیگر منفجر کردند. در پایان سال ۱۹۷۶، هنگام خروج از خانه در صبح زود در حالی که همراه با سه فرزندش و فردی به نام مهندس ادواردو کارافا بودند توسط نیروهای نظامی متوقف شدند و بزرگ‌ترین فرزند اولگا در آنزمان ۱۰ سال داشت به اداره پلیس برده شدند، هانسن مصدوم شد به طوریکه باند پیچی شده او را به مکانی در مرکز بازداشتگاه مخفی اداره اطلاعات بردند و پس از ۲۰ روز آزاد شد. دنده‌های او را شکسته و چشم‌هایش براثر ضربات یک شوک الکتریکی آسیب دیده بود، با این حال او را در نهایت آزاد کردند.
اولگا در خروج از زندان مورد سؤال دیگران قرار گرفت، از بازجوهای پلیس آگوستین و خوزه روبن لوفی‌گو (که به نام مرد کور شناخته می‌شد) کسانی که با بازجویی اطلاعات را جمع‌آوری می‌کردند، اورا مورد بازجویی قرار دادند، آنها اولگا را به ته راهرو فرستادند. اولگا چندین روز را در آن جا گذراند، جایی که مجبور بود به‌طور مداوم به صداهای شکنجه گوش دهد. چند روز بعد، پس از چند بازجویی، آنها او را به زیرزمین فرستادند. در آن لحظه چشم‌بند را از روی چشمش برداشتند. چشمانش سوخته بود، چون پارچه‌ها حاوی پوسترهای رنگی نقاشی باعث سوختن چشمانش شده بود.

## چه کسی دیگر؟
صداهایی که سکوت را می‌شکند، مانند ساختار یک مجسمه گرافیکی و اصوات ناشی از آن قابل تصور نیست. چیزی که از مارس۲۰۱۶ در حیاط موزه، در کوردوبا در گوشه مورنو، باقی‌مانده‌است. مکان خاطرات سپاه دوم ارتش در آخرین روزهای دیکتاتوری که در آن فعالیت داشتند. در همین دوره ۵ نفر وکیل اولگا کابررا هانسن، مارتا برتولینو، روان‌شناس، و کارگر ترئیسیتا مارسیانی، سوزی سولاناس و استلا هرناندز، که برای سالهای متمادی در دادگاه حکومت نظامی محکوم و زندانی شده بودند، در سال ۱۹۸۴ در دادگاه شهادت دادند. همه آنها توسط دیکتاتوری نظامی بازداشت شده بودند. آنها تنها صدای پنج نفر از میان بسیاری دیگر بودند، آنها واقعیت خشن ناشی از ناپدید شدن اجباری افراد را در حالی که رنج می‌کشیدند شهادت دادند، این شروع روشن شدن سرنوشت ناپدید شدگان و جنایاتی بود که قاتلان با شکنجه قربانیان مرتکب شده بودند و نقطه پایانی بود بر اعمال جنایت کاران و محاکمه آنها.

## بازدید صلیب سرخ بین‌المللی
بازدید صلیب در فوریه سال ۱۹۷۷ صورت گرفت. وقتی هیئت شروع به بررسی و دیدار با زندانیان کرد، اولگا نمی‌توانست خودش را نگه دارد. همه ساکت بودند و اولگا نمی‌توانست همه حرفهای خود را بر زبان براند: «هیچ قاضی ای در جریان نیست که من اینجا هستم، حال آنکه فاصله اینجا تا دادگاه دو بلوک است، ما خورشید را نمی‌بینیم، ما بازدیدکننده ای نداریم؛ در اینجا ما فقط شکنجه می‌شویم و شاهد قتل هستیم». به دنبال این اظهارات، آنها به او گفتند که می‌تواند در آن لحظه زندان را ترک کند، اما متعاقباً به خاطر همین اظهارات اولگا دو سال دیگر حکم به ماندنش در زندان صادر کردند.

## محاکمه
در سال ۲۰۱۰ از طرف دادگاه فدرال، دومین جلسه دادرسی دادگاه عمومی جنایت علیه بشریت در دوران آخرین دیکتاتوری مدنی آرژانتین در منطقه روزاریو بزرگ برگزار شد. در این دادگاه پرونده دیاز بسونه مورد بررسی قرار گرفت. در پرونده محکومیت، «دیاز بسونه» متهم بود که یک سرباز و پنج غیرنظامی را در مرکز سری بخش اطلاعات ستاد پلیس سرکوب کرده‌است. رامون دیاس بسونه فرمانده پیشین سپاه دوم ارتش و روبن لوفیگو پلیس سابق به همراه ماریو مارکوت، رامون ورگرا، خوزه اسکورتچینی و ریکاردو چمیکی، در مرکز بازداشتگاه مخفی تحت فرمان آگوستین فیسید رئیس پلیس سابق در زندان روزاریو قرار داشتند.

## فعالیت در حوزه حقوقی
اولگا کابررا هانسن یکی از افرادی است که بیشترین تلاش و کار را در حوزه حقوقی مبذول داشت، تا آنچه در سرویس اطلاعاتی پلیس روزاریو در دوران دیکتاتوری شکل گرفته بود بازسازی شود. ازجمله این فعالیت‌ها بررسی بازداشتگاه مخفی‌ای بود که او دوران بازداشت خود را در زندان در استان سانتافه در گذرانده بود. هنگامی که او در سال ۱۹۷۸ آزاد شد، فلج نشده بود. او تلاش کرد اوضاع را جمع و جور کند و به‌طور دائم به فعالیت‌های حقوق بشری پیوست و تلاش کرد تا باهمکاری اقوام ناپدید شده‌هایی که با بازداشت شدگان مرتبط بودند را سر جمع کند، و به بازسازی فصل‌های گذشته که خود از آن به عنوان «این پازل شوم» یاد می‌کرد، بپردازد. او در همکاری با دلیا رودریگز آریا بود، آن‌ها شکایات را مورد بررسی قرار می‌دادند و به پرونده فیسید که در ژانویه ۱۹۸۴ در دادگاه‌های استانی آغاز شد، رسیدگی کرد.